# Alessandro Cecchi
Pour les articles homonymes, voir Cecchi.
Alessandro Cecchi (né le 8 mai 1949 à Florence) est un historien italien de l'art, spécialiste de Léonard de Vinci.

## Biographie
Alessandro Cecchi est le directeur du musée Casa Buonarroti. Il est membre de l'Académie du dessin de Florence.

## Publications
- Alessandro Cecchi et Nadine Blamoutier (traducteur), « Les cadres ronds de la Renaissance florentine », Revue de l'Art, vol. 76, no 1,‎ 1987, p. 21-24 (DOI 10.3406/rvart.1987.347624, lire en ligne, consulté le 12 avril 2016).
- (en) Carmen C. Bambach (éd. scientifique), Carlo Vecce, Carlo Pedretti, Françoise Viatte, Alessandro Cecchi, Martin Kemp, Pietro C. Marani, Claire Farago, Varena Forcione, Anne-Marie Logan et Linda Wolk-Simon (assistance : Alison Manges et Rachel Stern), Leonardo da Vinci, master draftsman [« Léonard de Vinci, maître du dessin du corps humain »] (catalogue de l’exposition du Metropolitan Museum of Art, New York,), New York ; New Haven, Metropolitan Museum of Art ; Yale University Press, 2003, xiv-786, 29 cm (ISBN 978-1-5883-9034-9)
- Alessandro Cecchi, Botticelli e l’età di Lorenzo il Magnifico, collana I grandi maestri dell’arte. L’artista e il suo tempo, Florence, E – ducation.it, 2007, p. 114-119.
- (it) Alessandro Cecchi, Gentile da Fabriano agli Uffizi, Silvana Editoriale, Milan, 2005.
- Il sogno nel Rinascimento (Chiara Rabbi Bernard, Alessandro Cecchi, Yves Hersant, édit., Livourne, Sillabe, 2013, p. 96-99), catalogue de l'exposition d'abord tenue à Florence, au Palazzo Pitti, Galleria Palatina, du 21 mai au 15 septembre 2013.